# 姫路市立水族館
姫路市立水族館（ひめじしりつすいぞくかん）は、兵庫県姫路市の手柄山平和公園内にある水族館である。

## 概要
1966年（昭和41年）6月12日に手柄山の東側中腹に開館して以来、日本初の亀に触れることのできるタッチプール開設や、ウミガメやオオサンショウウオの研究などで知られている。播磨地域の河川や海などに棲息する生き物を中心に展示しており、餌やりの見学や生き物の実際の大きさや重さを再現した模型を設置したり、本物のカメの甲羅が背負えるなど体感が出来るように工夫がされている。
1996年（平成8年）から1999年（平成11年）にかけて部分的に耐震工事を行ったが、施設全体の老朽化が進んでいたために全面的な改修を検討する。2008年（平成20年）10月31日から耐震工事と施設拡張工事のために一時休館し、その後の3日間は市民に無料開放された。2011年（平成23年）7月2日、耐震工事と施設拡張工事が終了し2年8ヶ月振りに再開された。
施設の改修に際しては周辺の施設も活用しての大規模な拡張が行われ、敷地面積は4,168平方メートルから8,210平方メートルと約2倍に拡がった。本館3階と新館1階は連絡通路で繋がっているが施設入館口と券売は新館1階にある。併せて姫路市文化センター駐車場や手柄山第一立体駐車場からエレベーターやスロープを新設し、車椅子利用者や高齢者も利用しやすくなった。入館料が、改修前の「大人200円・小人（5歳 - 中学生）30円」から、改修後は「大人500円・小中学生200円」に変更された。また、ロゴマークがヒメジからカメが孵化しようとしているものに変更された。
日本博物館協会会員館。博物館法に基づく兵庫県教育委員会指定施設（博物館に相当する施設）である。
本館（はりまの里海）
既存施設、地上3階・地下1階・屋上ビオトープ。
既存施設のうち特に老朽化の著しい部分は耐震補強のうえで封鎖し、残りの部分は改修して主に播磨灘の生き物を扱う「はりまの里海ゾーン」とし、屋上にある旧市民プール跡はビオトープに改修し太陽光発電用のソーラーパネルが設置された。
新館（はりまの里地）
手柄山交流ステーションの1階と2階部分、施設入館口・水族館券売。
旧・姫路市交通局モノレール線手柄山駅を手柄山交流ステーションとして改装し公開するのに併せ、同駅の検修線跡を淡水の生き物を扱う「はりまの里地ゾーン」として拡張・改装し、本館にあった入り口・券売が移設された。

## 沿革
- 1966年（昭和41年）6月12日 - 開館。
- 1980年（昭和55年） - タッチプール開設。
- 1987年（昭和62年） - ミナミイシガメの人工繁殖で日本動物園水族館協会の繁殖賞受賞。
- 1993年（平成5年） - オーストラリアナガクビガメの人工繁殖で日本動物園水族館協会の繁殖賞受賞。
- 2008年（平成20年）10月31日 - 改修拡張工事のため、一時休館（11月3日までは市民に無料開放）。
- 2011年（平成23年）7月2日 - 改修拡張工事が終了し再開。
- 2014年（平成26年）4月26日：半年前から行われていたタッチプールの改修が終わる[6][7]。ウニやヒトデ以外にも小型のサメやエイにも触れられるようになった[8]。

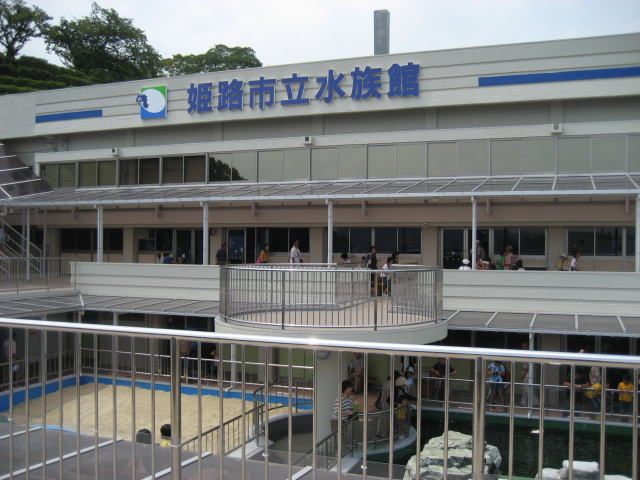
改修後の本館
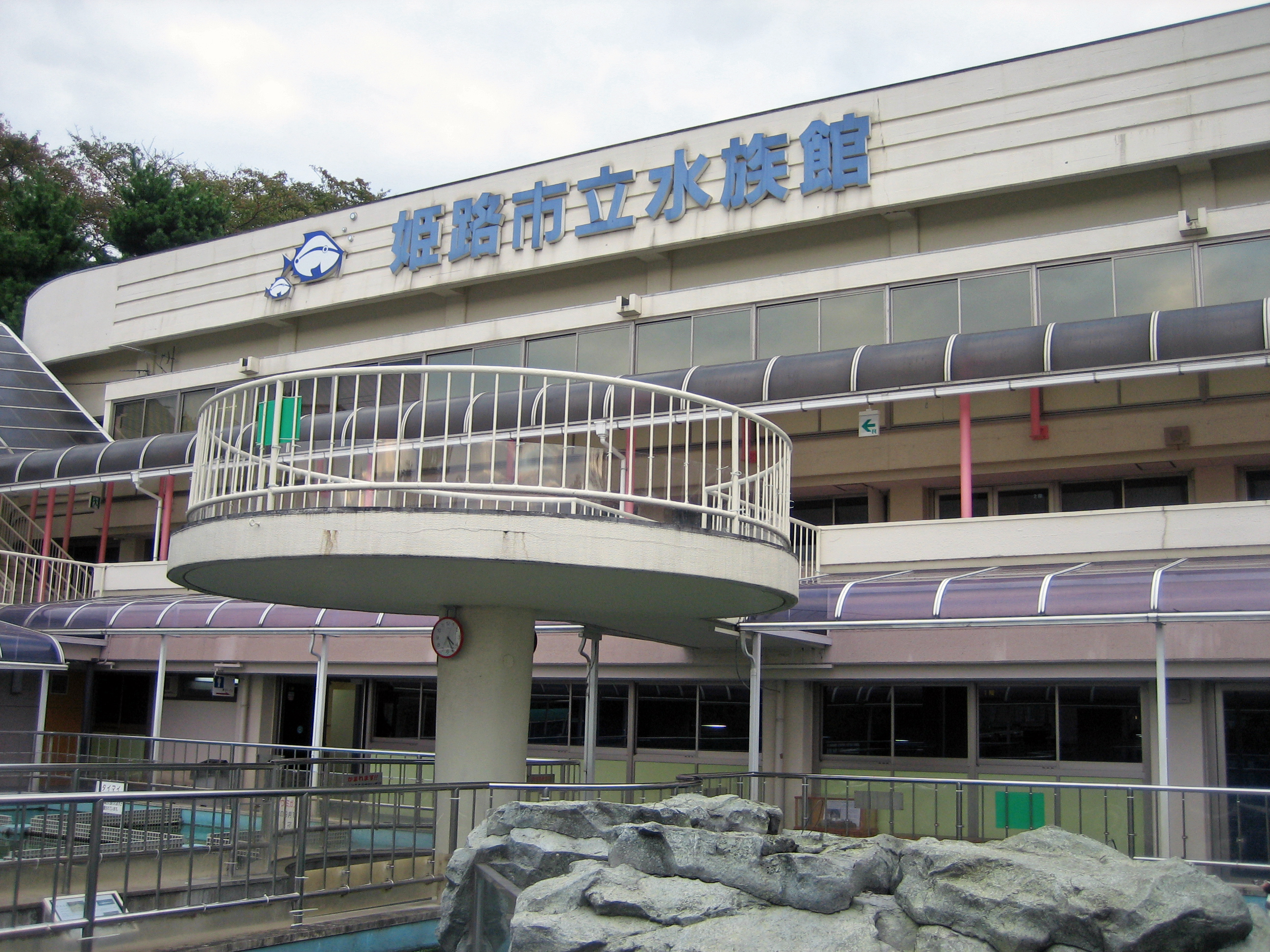
改修前の本館
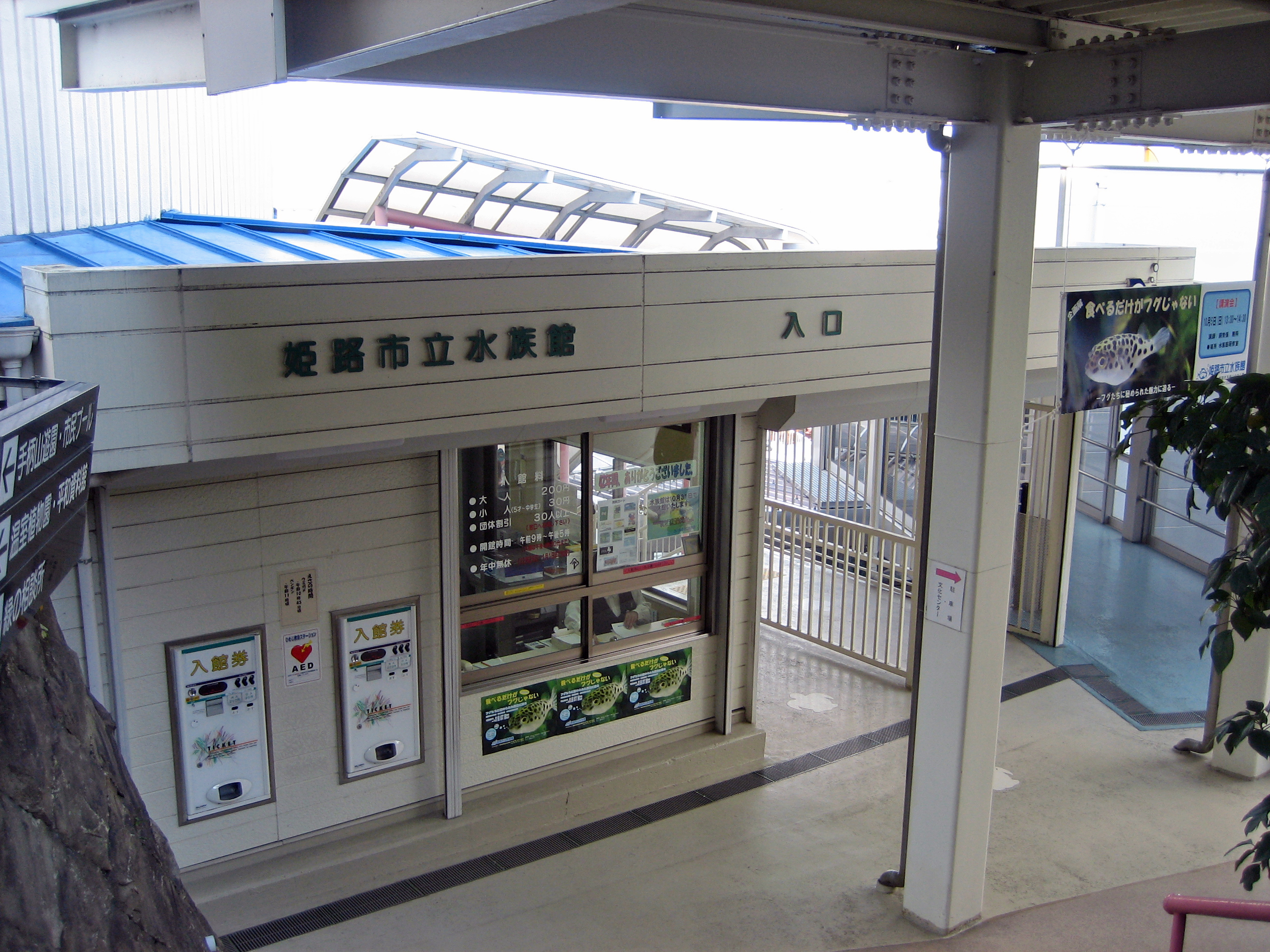
改修前の入り口
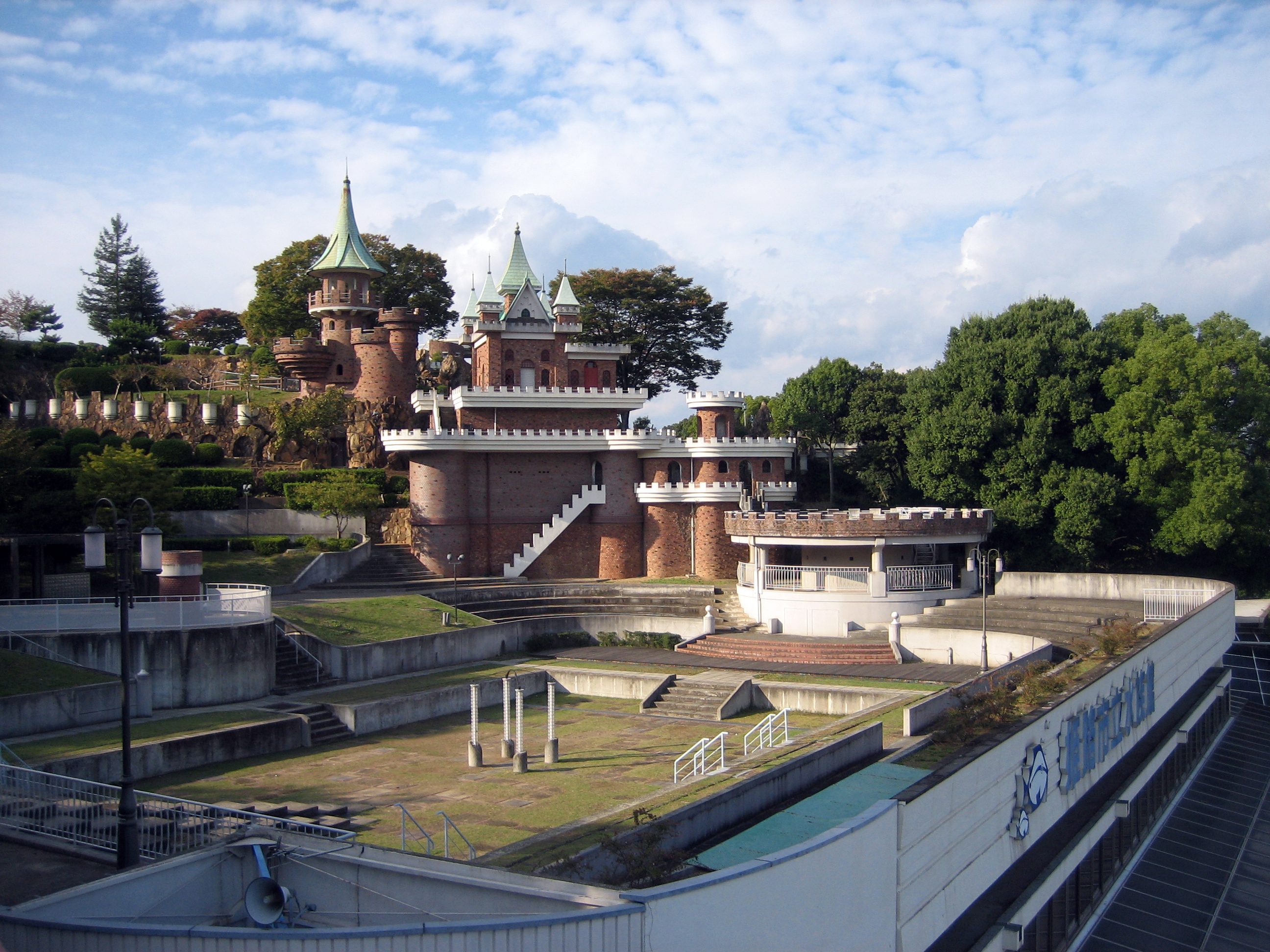
改修前の屋上（旧市民プール）
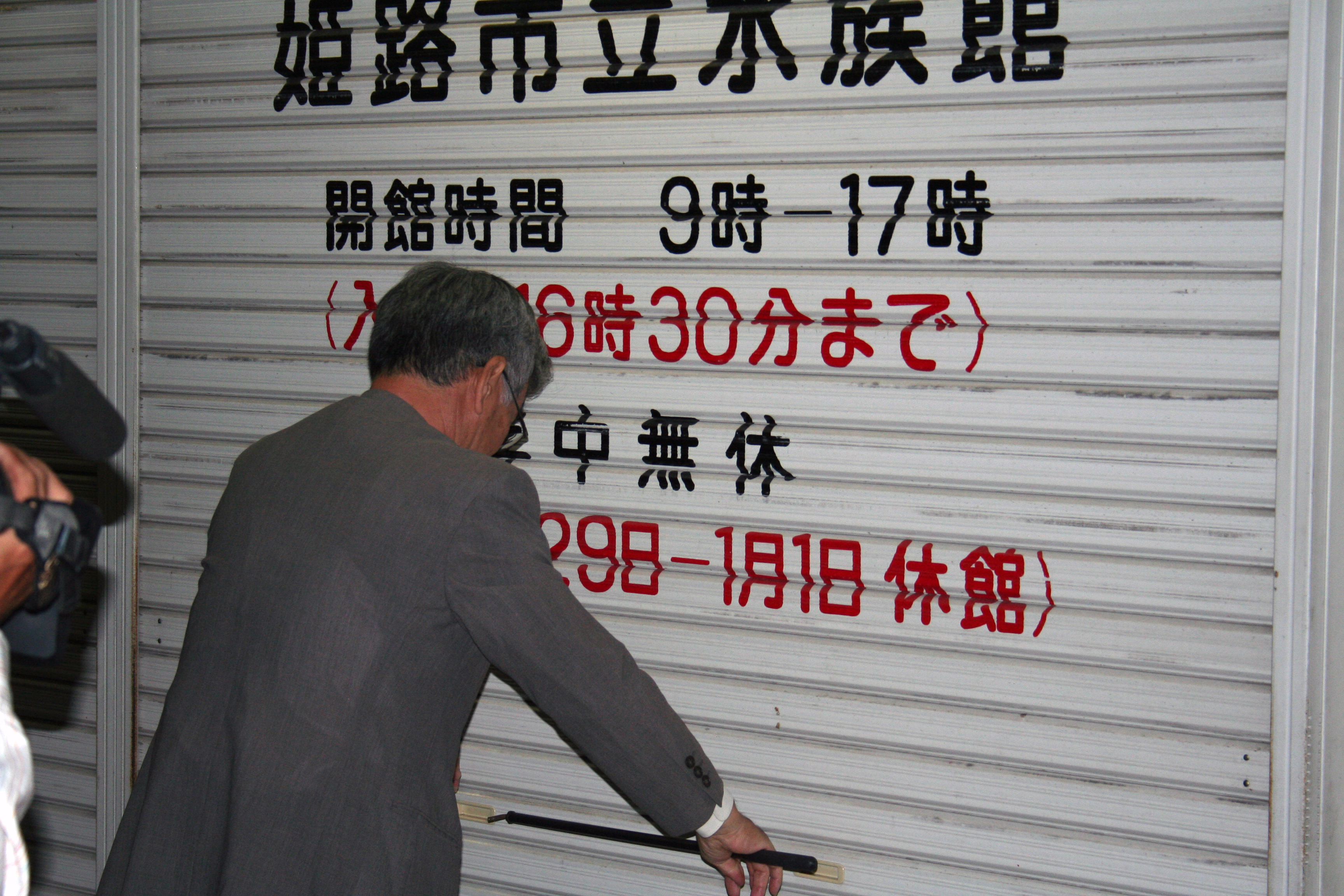
2008年11月3日、館長によって降ろされるシャッター
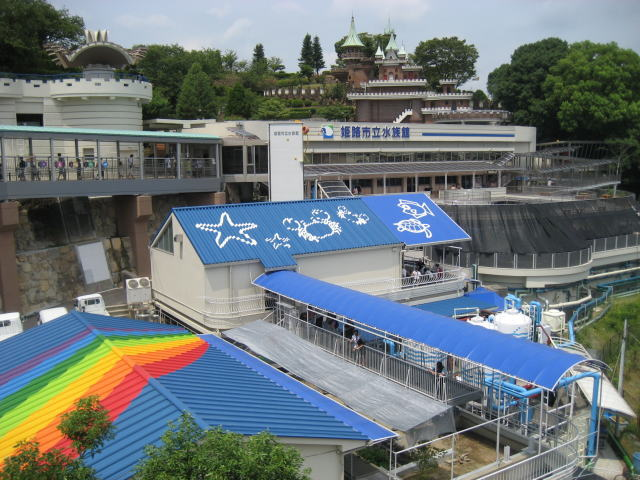
改修後の本館。カニとヒトデが描かれた屋根がタッチプール
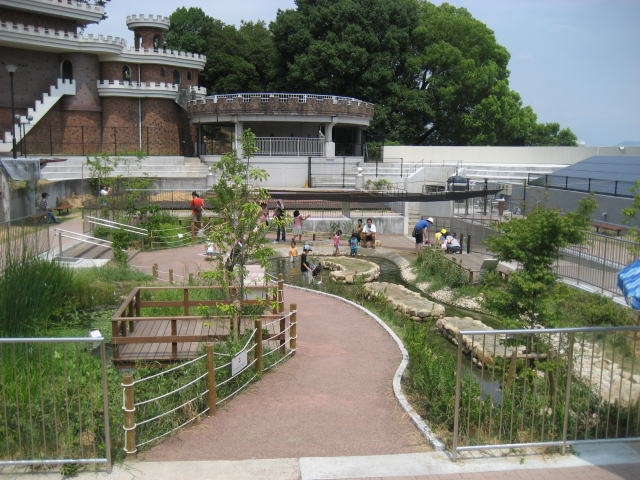
屋上ビオトープ
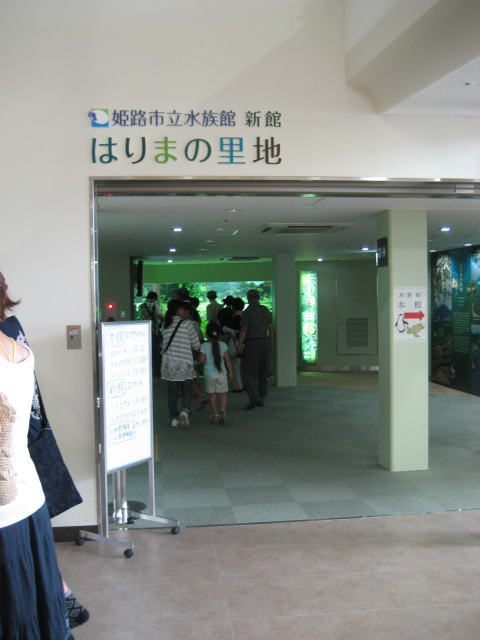
手柄山交流ステーションにある入り口

## 施設
- 本館（はりまの里海）
  - はりまの磯と干潟
  - ふれて学んで楽しもう！
  - 標本コーナー
  - クラゲファンタジア
  - 生き物たちの不思議な生態
  - 背骨のない生き物
  - 岩場の魚
  - ヌートリア
  - ペンギン淡水プール
  - ウミガメプール
  - 播磨灘大水槽
  - タッチプール
  - 淡水カメ池
  - 企画展示室
  - ため池ビオトープ
  - じゃぶじゃぶ小川
- 新館（はりまの里地）
  - 田んぼ・ため池
  - 淡水の生き物・上流から下流
  - 上から下から水槽
  - ホタルファンタジア
  - アクア・ラボ
  - リクガメコーナー
  - はりまの両生類・は虫類・オオサンショウウオ
  - 外国から来た生き物
  - 希少な淡水魚
  - 水族館ギャラリー
  - 身近な生き物・はりまの水生昆虫

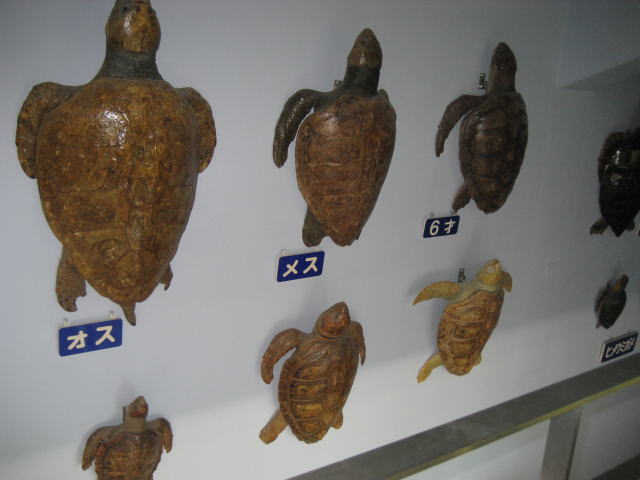
亀の成長標本
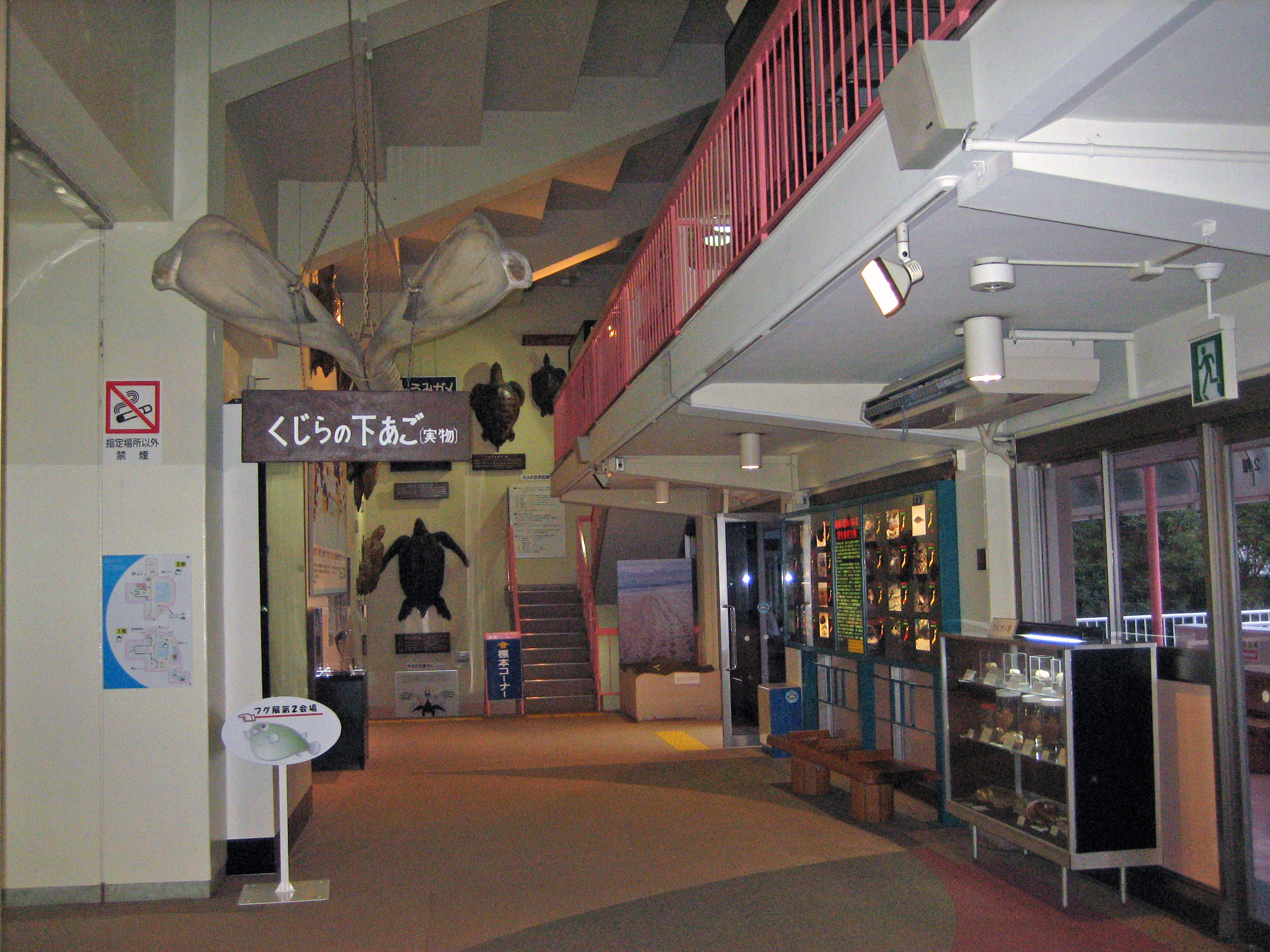
標本展示
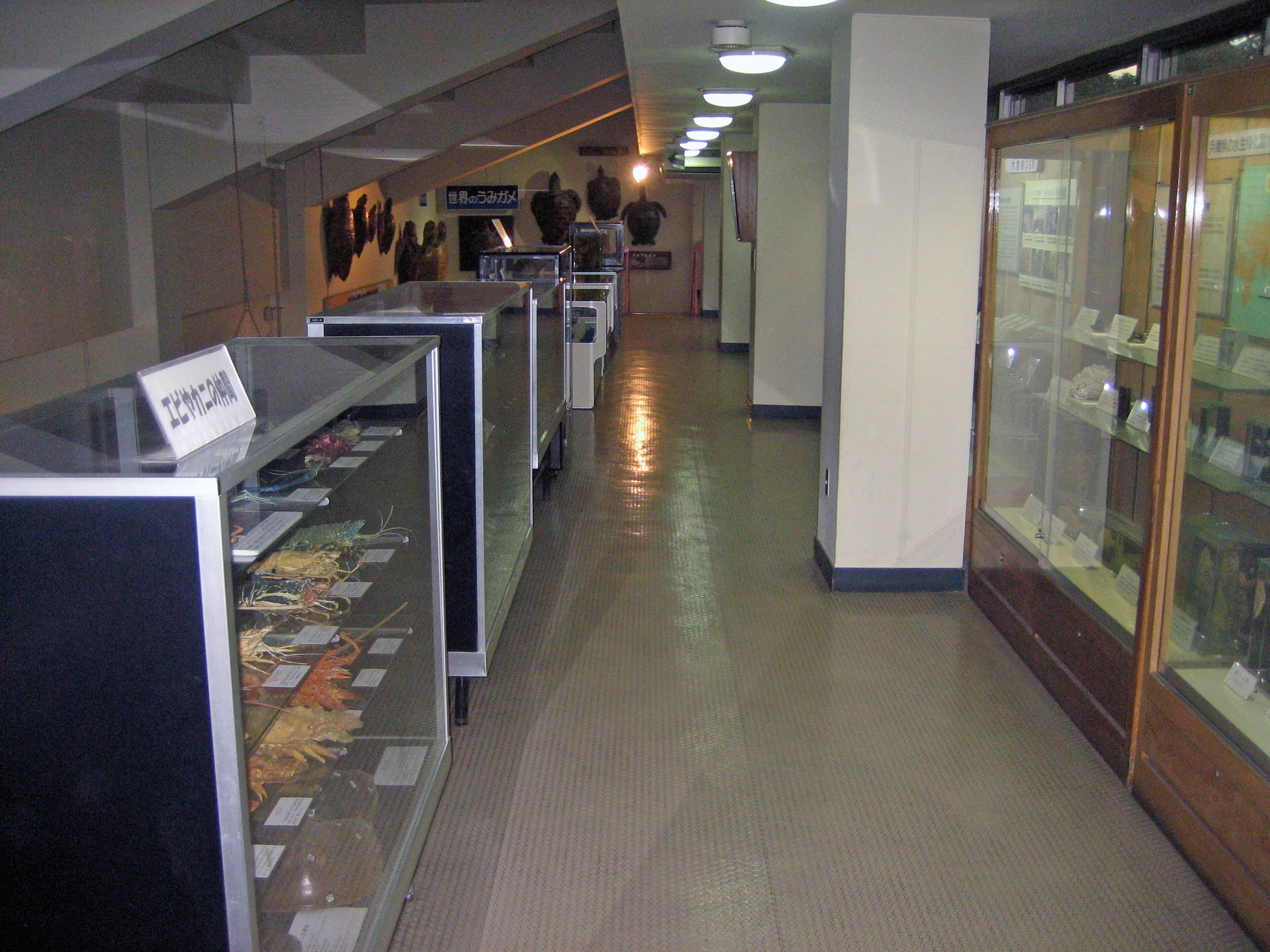
標本展示
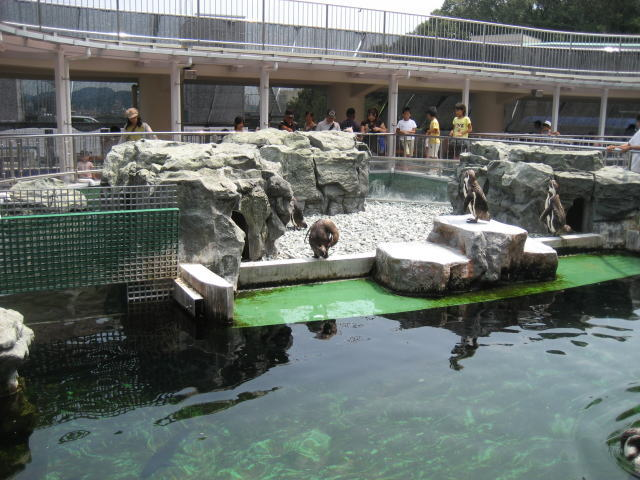
ペンギン淡水プール
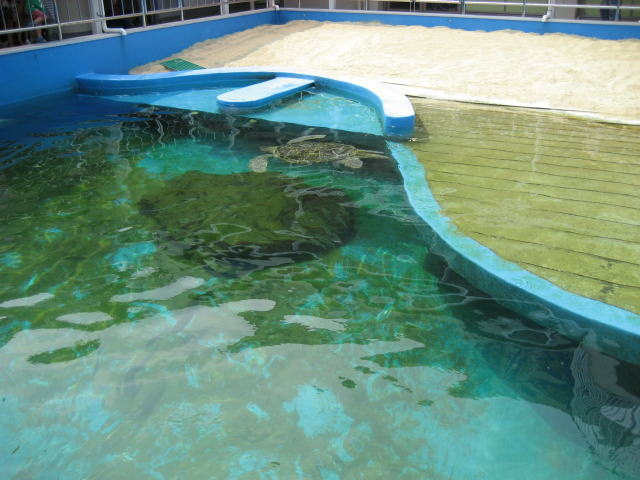
ウミガメプール
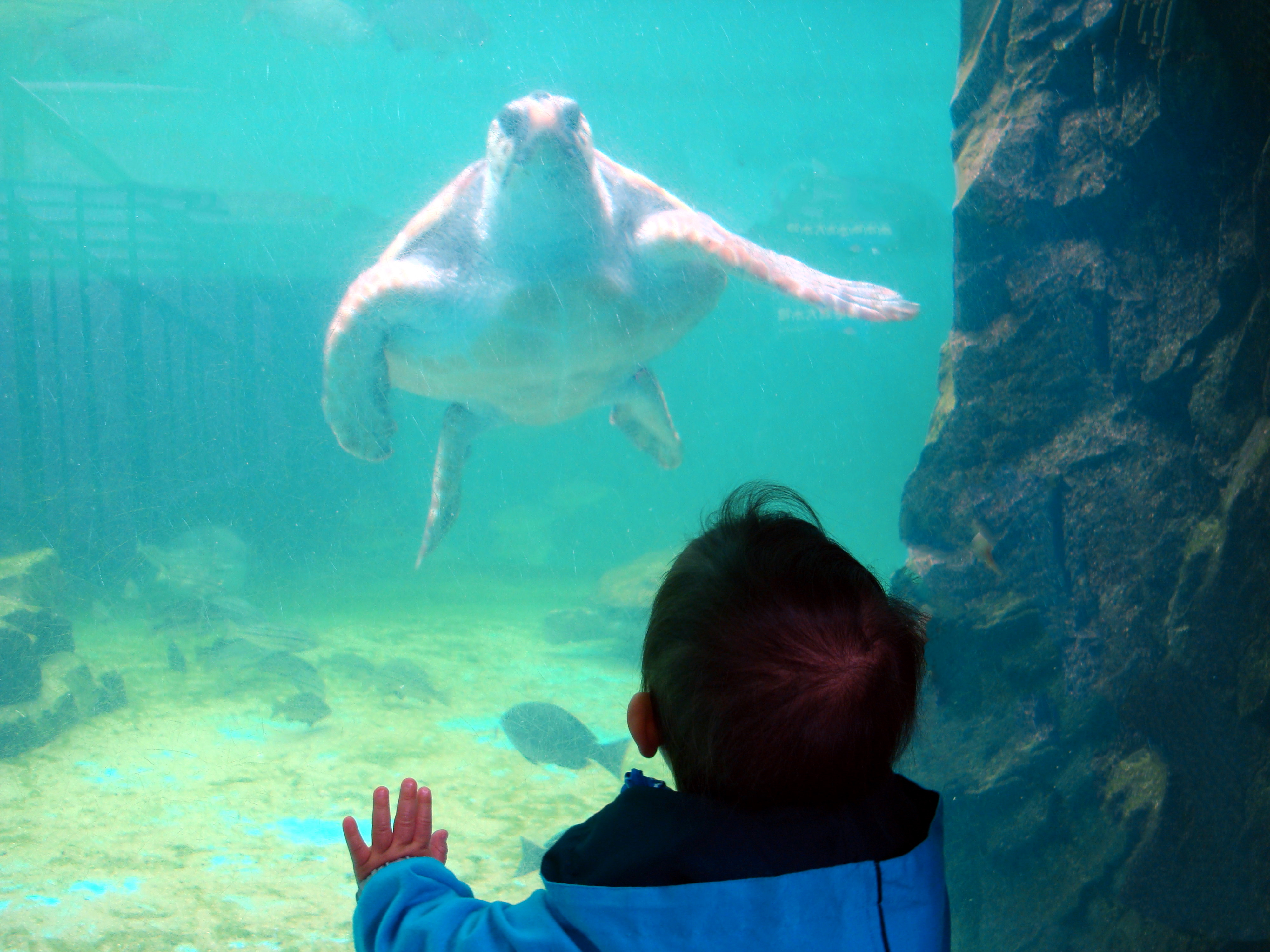
ウミガメプール （地下1階より）
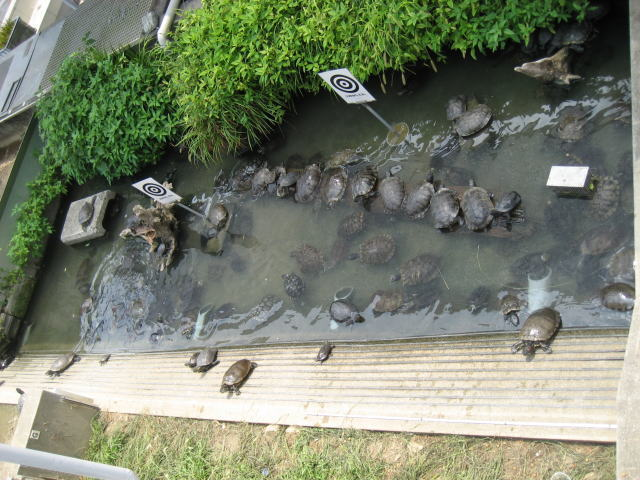
淡水カメ池
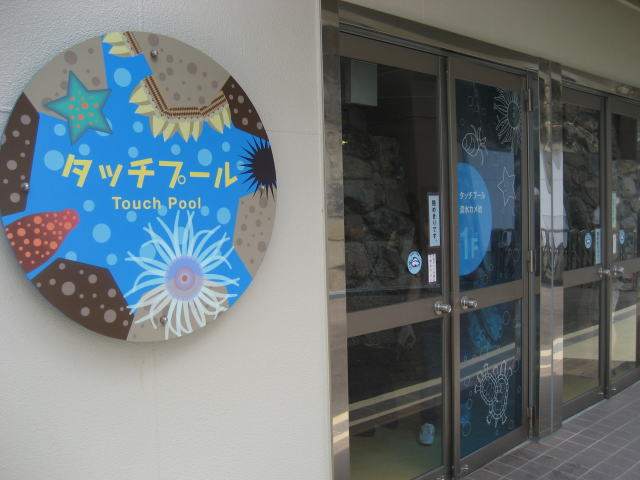
タッチプール入り口
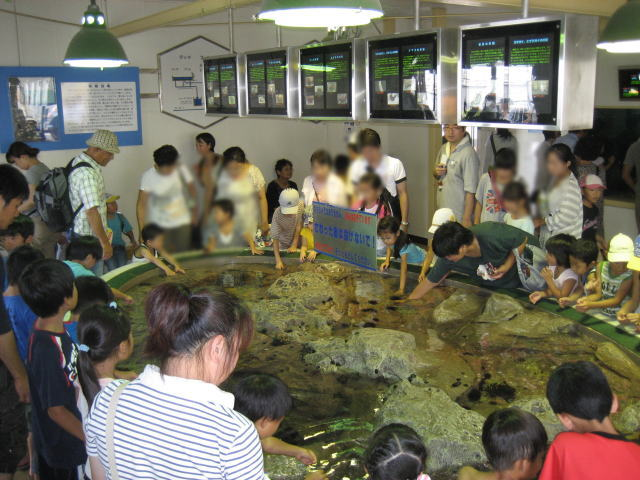
タッチプール内
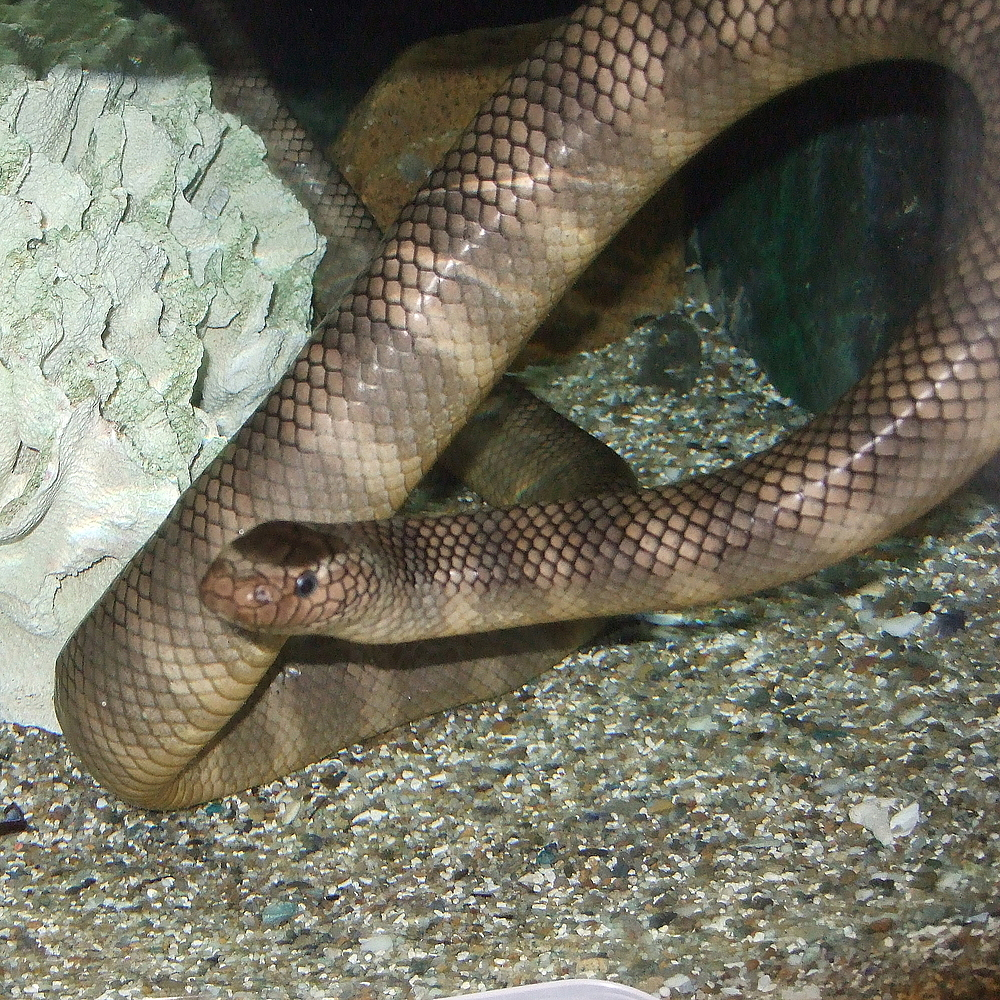
エラブウミヘビ
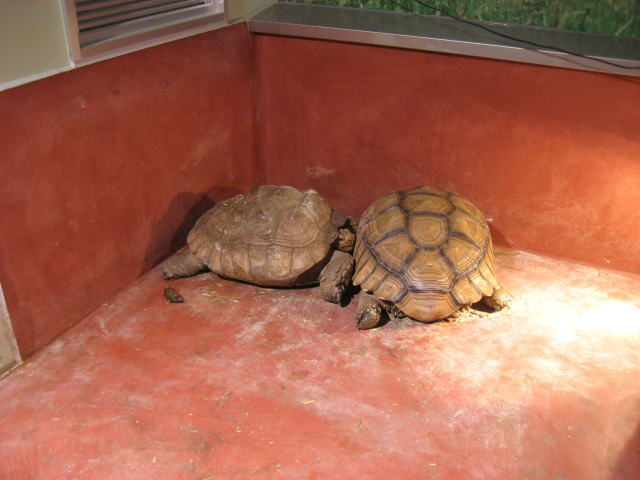
ケヅメリクガメ
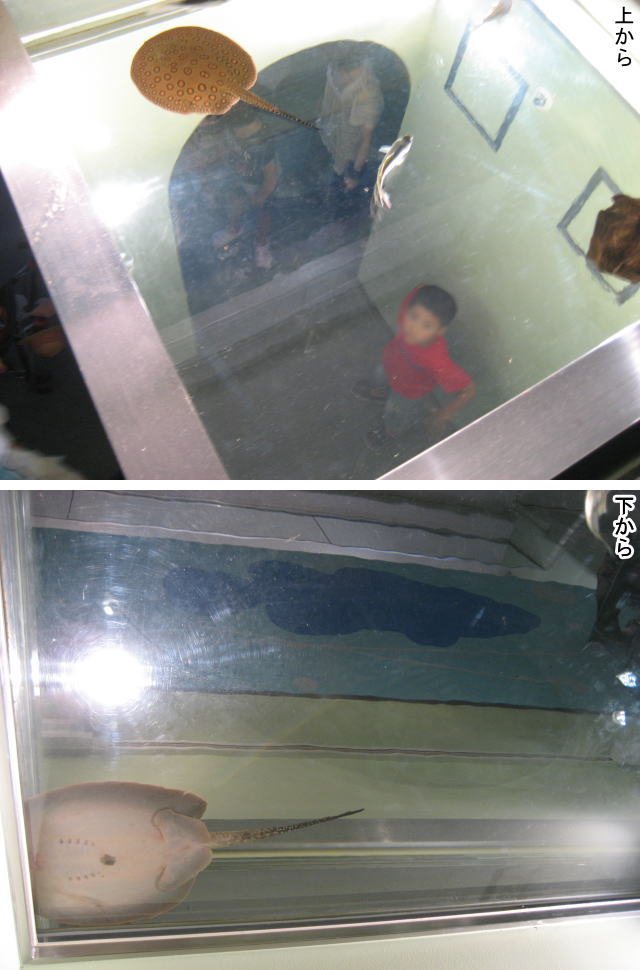
上から下から水槽

## 飼育生物
アオウミガメ・アカウミガメ・ケヅメリクガメ・ワニガメ・カブトガニ・オオサンショウウオ・フンボルトペンギン・ヌートリア・ゴンズイ・クマノミ・アカシマシラヒゲエビ・トビハゼ・カタクチイワシ・アリゲーターガー・エラブウミヘビ・なまこなど

## 利用
- 開館時間：午前9時から午後5時（入館受付は午後4時半まで）
- 休館日：火曜と12月29日から1月1日
- 入館料：大人600円・小中学生250円・障害者および姫路市内の65歳以上無料。（他に人数に応じて団体割引あり）
- ひょうごっ子ココロンカード[9]、どんぐりカード[10]、姫路市高齢者福祉優待カード[11]の対象施設になっている。対象者はカードを提示すれば入場無料。

## アクセス
- JR姫路駅・山陽姫路駅より
  - 神姫バス（2011年6月現在）
    - 南3のりば「95・96・97系統」いずれかの路線バスに乗車し「姫路市文化センター前」で下車。所要時間約5分、運賃170円。
    - 南3のりば「97系統/手柄山ループバス」に乗車し「姫路市文化センター前」で下車。所要時間約5分、運賃170円。土日祝のみ。
- 山電手柄駅から西に600m、徒歩約10分。

## その他
- ウミガメプールには産卵用の砂場もあるため、時期と時間によってはカメの産卵が見られる可能性もある。
- 姫路市立水族館サポーター「アクアフレンド」になると1年間無料入館や限定イベント参加などの特典がある[12]。
- 2012年3月から全身が白いナマコが展示されている[13]。飼育が難しいため展示期間は未定。

## 参照・脚注
1. ↑  観光関連施設の需要に関する分析（PDF）
2. ↑  「姫路市立水族館」博物館の図鑑、2011年6月30日閲覧。
3. ↑  姫路市立水族館公益財団法人日本博物館協会
4. ↑  登録博物館一覧文化庁
5. ↑  「姫路市水族館だより「山のうえの魚たち」2009年3月号No.54」 (PDF)
6. ↑  改修工事のためタッチプールを閉鎖します
7. ↑  水族館　タッチプールがリニューアルオープンします。
8. ↑  「小さいサメは大丈夫」　姫路でタッチプール人気
9. ↑  ひょうごっ子ココロンカード兵庫県教育委員会
10. ↑  どんぐりカードの配付について姫路市
11. ↑  高齢者福祉優待カードの交付姫路市
12. ↑  アクアフレンド募集（旧・水族館友の会、1991年6月発足）
13. ↑  「幸せ運ぶ」白いナマコ　姫路市立水族館神戸新聞（2012年3月28日）